# Halvari
Els Halvaris, Halvaria, és un agrupament que inclou estramenòpils Alveolata i Heterokonta.
Stramenopila i Alveolata estan emparentats i formen un clade de chromalveolats. S'han separat de Rhizaria.